# ينس بيتر هاوجي
ينس بيتر هاوجي (بالنرويجية البوكمول: Jens Petter Hauge)‏ (12 أكتوبر 1999 ببودو في النرويج - ) هو لاعب كرة قدم نرويجي في مركزي الدفاع والوسط و يلعب مع آينتراخت فرانكفورت .

## وصلات خارجية
- ينس بيتر هاوجي على موقع الاتحاد الدولي (مؤرشف)  (الإنجليزية)
- ينس بيتر هاوجي على موقع الاتحاد الأوربي (الإنجليزية)
- ينس بيتر هاوجي على موقع اتحاد النرويج (النرويجية)
- ينس بيتر هاوجي على موقع قاعدة بيانات كرة القدم.إي يو (الإنجليزية)
- ينس بيتر هاوجي على موقع ناشيونال فوتبول تيمز (الإنجليزية)
- ينس بيتر هاوجي على موقع Soccerbase.com (لاعب) (الإنجليزية)
- ينس بيتر هاوجي على موقع Soccerway.com (الإنجليزية)
- ينس بيتر هاوجي على موقع عالم كرة القدم.نت (الإنجليزية)